# Ferrari 312PB

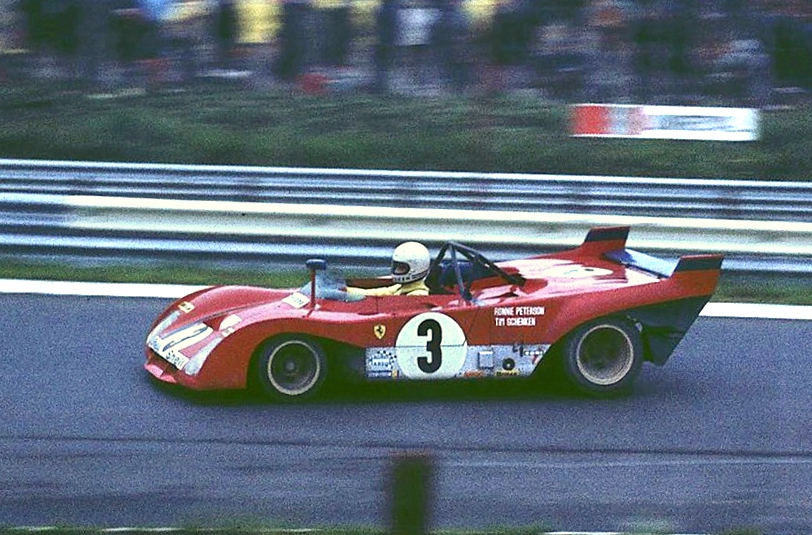
Tim Schenken im 312PB beim 1000-km-Rennen am Nürburgring 1972

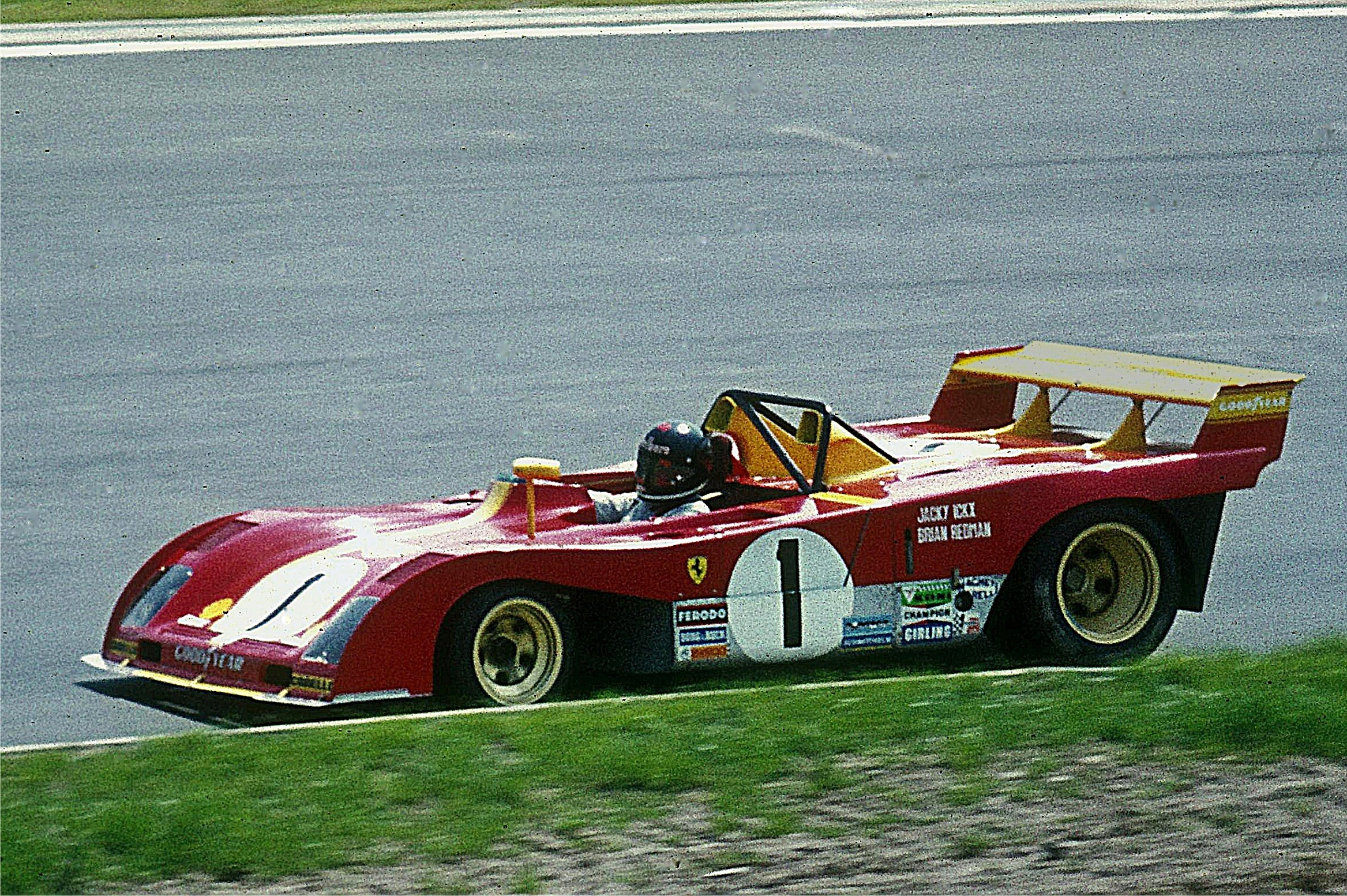
Jacky Ickx am Steuer eines 312PB beim 1000-km-Rennen am Nürburgring 1973

Der Ferrari 312PB ist ein Rennwagen, den Ferrari von 1971 bis 1973 als Werkswagen in der Sportwagen-Weltmeisterschaft einsetzte, die er 1972 überlegen gewann. Das “P” steht für Prototyp nach dem FIA-Reglement der Gruppe 6. Das “B” steht für Boxermotor. Diese Bezeichnung ist allerdings irreführend. Während das Vorgängermodell Ferrari 312P noch von einem 60°-V12-3-Liter-Motor angetrieben wurde, der auf dem Motor des Formel-1-Rennwagens Ferrari 312 basierte, wurde für den ab 1970 eingesetzten Ferrari 312B ein um 180° gespreizter Flachmotor entwickelt, um den Schwerpunkt zu senken. Dieser war aber ebenfalls wieder ein V12.

## Entwicklungsgeschichte und Technik
Der 312PB war eine Neuentwicklung für die Rennen der Markenweltmeisterschaft vor dem Hintergrund, dass ab 1972 nur noch Fahrzeuge mit maximal 3 Liter Hubraum eingesetzt werden durften und die bis dahin dominierenden Fünfliter-Sportwagen Porsche 917 und Ferrari 512S ins Museum wanderten. Der 312PB war ein zweisitziger Sport-Prototyp, der von einem Formel-1-Motor angetrieben wurde, der aber trotz einer Drosselung für die Anforderungen der Langstreckenrennen als ungeeignet für ein 24-Stunden-Rennen galt. Im Erprobungsjahr 1971 gewann der Ferrari nicht gegen die Fünfliter, was dem Alfa Romeo Tipo 33 mit Dreilitermotor jedoch in Brands Hatch, der Targa Florio und in Watkins Glen gelang.

## Renngeschichte
Der neue Ferrari-Prototyp war das dominante Fahrzeug der Markenweltmeisterschaft 1972, für die nur Alfa Romeo über Autodelta einen neuen Wagen bereitstellte, während Porsche sich werksseitig zurückzog. Gefahren von den Weltklassepiloten Jacky Ickx, Carlos Reutemann, Clay Regazzoni, Ronnie Peterson, Carlos Pace, Arturo Merzario und Tim Schenken gewannen die Ferrari 312PB fast alle Rennen der Serie und die Weltmeisterschaft. Bei den prestigeträchtigen 24 Stunden von Le Mans setzte Ferrari aus, um keine Niederlage zu riskieren. Es gewannen die einheimischen Matra.
1973 verzichtete auch Alfa Romeo auf eine werksseitige Teilnahme, jedoch bestritt nun Matra die gesamte Weltmeisterschaft und gewann sie mit fünf Siegen, gegenüber nur zwei der 312PB. Diesmal konnte Ferrari Le Mans nicht auslassen und setzte dort mehrere Wagen ein, darunter einen als „Hasen“, der mit hohem Tempo die Matra zu einer Verfolgungsjagd verleiten sollte. Ausgerechnet dieser Wagen kam als einziger 312PB ins Ziel, zudem als Zweiter, hinter einem Matra. Bei der Targa Florio, der letzten Ausgabe dieses Rennens mit WM-Status, fielen alle italienischen Sportwagen aus bzw. zurück und es gewann ein Porsche 911 Carrera RSR.
Mit dem Ende der Saison 1973 zog sich Ferrari völlig von Sportwagenrennen zurück, um sich auf die Formel 1 zu konzentrieren, in der der Rennstall 1973 mangels Konkurrenzfähigkeit einige Rennen ausgelassen hatte. Erst mit dem Ferrari 333SP der 1990er Jahre gab es wieder einen Ferrari-Rennsportwagen mit Formel-1-Motor.

## Technische Daten
| Ferrari 312PB (1971)   | Daten                                                                |
| ---------------------- | -------------------------------------------------------------------- |
| Motor:                 | Zwölfzylinder-V-Motor (180°)                                         |
| Hubraum:               | 2991 cm³                                                             |
| Bohrung × Hub:         | 78,5 × 51,5 mm                                                       |
| Ventilsteuerung:       | 2 obenliegende Nockenwellen je Zylinderreihe, 4 Ventile pro Zylinder |
| Verdichtung:           | 11,5 : 1                                                             |
| Leistung:              | 343 kW (460 PS) bei 10800/min                                        |
| Getriebe:              | 5-Gang (vollsynchronisiert)                                          |
| Radstand:              | 2220 mm                                                              |
| Länge × Breite × Höhe: | 3500 × 1880 × 956 mm                                                 |
| Trockengewicht:        | ca. 665 kg                                                           |
| Höchstgeschwindigkeit: | ca. 350 km/h                                                         |